# (10016) Yugan
(10016) Yugan es un asteroide que forma parte del cinturón de asteroides y fue descubierto por Liudmila Vasílievna Zhuravliova el 26 de septiembre de 1978 desde el Observatorio Astrofísico de Crimea, en Naúchni.

## Designación y nombre
Yugan recibió inicialmente la designación de 1978 SW7.
Posteriormente, en 2004, se nombró por la ciudad rusa de Nefteyugansk.

## Características orbitales
Yugan está situado a una distancia media del Sol de 2,457 ua, pudiendo acercarse hasta 2,111 ua y alejarse hasta 2,802 ua. Tiene una inclinación orbital de 4,556 grados y una excentricidad de 0,1405. Emplea 1406 días en completar una órbita alrededor del Sol. El movimiento de Yugan sobre el fondo estelar es de 0,256 grados por día.

## Características físicas
La magnitud absoluta de Yugan es 14,1.